# Lantanophaga dubitationis
Lantanophaga dubitationis là một loài bướm đêm thuộc họ Pterophoridae. Nó được tìm thấy ở New Guinea